# Míddies (orador)
Míddies (en grec Mειδίας Meidias) va ser un atenenc influent i molt ric que va viure al segle iv aC. És conegut per ser un enemic declarat de Demòstenes l'orador.
El seu primer acte d'hostilitat va ser quan junt amb el seu germà Trasíloc, va anar a la casa de Demòstenes per prendre possessió de l'immoble com a resultat d'un plet. Més tard el va acusar d'obviar els seus deures familiars i finalment d'estar implicat en l'assassinat d'un tal Nicodem. Demòstenes va contestar amb un plet del que es conserva el seu discurs, Κατὰ Μειδίου περὶ τοῦ κονδύλου fet l'any 355 aC.